# Hugh Kirkaldy
Hugh Kirkaldy, 1865-1894, var en skotsk golfspelare från St Andrews.
Hugh Kirkaldy vann The Open Championship 1891 på Old Course i St Andrews på 166 slag. Efter två rundor på 83 slag vann han över sin fem år äldre bror Andrew Kirkaldy och Willie Fernie.
Slutscoren var rekord i The Open på Old Course med fem slag. Kirkaldy som spelade med guttaperkabollar och hickoryskaft hade tidigare dock gått de 18 hålen på 74 slag vilket än idag anses som en bra score på den banan. Den rundan var dock inte en major.
Kirkaldy avled 29 år gammal efter en lungsjukdom, tre år efter sin seger i The Open.
| Majorsegrare genom tiderna                                                                                      |           |               |               |                  |
| 200 olika spelare har vunnit i herrarnas majortävlingar. Hugh Kirkaldy var den 16:e spelaren som vann en major. |           |               |               |                  |
| 1:a | 15:e      | 16:e          | 17:e          | 200:e            |
| Willie Park Sr                                                                                                  | John Ball | Hugh Kirkaldy | Harold Hilton | Louis Oosthuizen |
| Lista över golfens majorsegrare                                                                                 |           |               |               |                  |